# Echo (voi)
Echo là một con voi rừng châu Phi được nghiên cứu trong hơn 30 năm bởi nhà tập tính học Cynthia Moss. Việc nghiên cứu voi Echo bắt đầu vào năm 1973, và con voi này là chủ đề của một số sách và phim. Con voi cái này là đối tượng đầu tiên của Dự án nghiên cứu voi Amboseli, nghiên cứu dài nhất về một loài động vật có vú trên cạn. Nghiên cứu về voi Echo và gia đình của nó đã đóng góp đáng kể vào sự hiểu biết của con người về loài voi, bao gồm cả vòng đời, phương pháp giao tiếp, đời sống tình cảm và sự cộng tác trong vấn đề chăm sóc voi con.

## Lịch sử quan sát Echo
Echo được đặt tên theo vòng cổ radio mà Cynthia Moss trang bị cho nó vào năm 1973, khi nhà tập tính học này bắt đầu theo dõi con voi này. Echo trở thành một con voi chúa ở tuổi 23. Voi chúa quyết định sự sống và cái chết thay cho "đại gia đình" của nó, chẳng hạn như khi nào cần rời khỏi một vùng hạn hán, địa điểm đi đến và lúc nào cần bỏ lại một thành viên trong đàn bị thương. Việc trở thành voi chúa ở độ tuổi 23 được nhận định là một việc bất thường.
Echo sinh ít nhất tám con, tạo điều kiện Moss ghi lại sự cộng tác trong vấn đề chăm sóc voi con. Năm 1990, Echo sinh ra voi đực Ely. Ely cung cấp khả năng nghiên cứu về vấn đề các kết nối tình cảm giữa các thành viên trong đàn voi. Voi Ely sống cách chật chội trong bụng mẹ nó khi thai được 22 tháng tuổi  và được sinh ra với các khớp xương cứng, khiến nó gần như không thể đi lại. Tật này khiến cho Ely trở thành một rủi ro đáng kể cho đàn voi khi đàn cần bỏ việc kiếm ăn để chăm sóc nó. Tuy vậy, đàn voi quyết định ở lại chăm sóc Ely trong nhiều ngày cho đến khi nó có thể cải thiện khả năng di chuyển tốt hơn.
Khi Ely bị thương bởi một cây giáo vào năm nó 17 tuổi, nó cung cấp cho các nhà khoa học thêm bằng chứng về mối liên kết tình cảm của voi. Các bác sĩ thú y đã cố gắng trấn an Ely nhưng bị Echo và một số thành viên khác trong đàn voi xua đuổi. Moss ghi nhận dù cho có tiếng súng phát ra, các con voi trong bầy không hề do dự bảo vệ Ely. Cả Echo cũng không cần phải chăm sóc một con voi con mới. Ely cuối cùng đã được điều trị bởi đội ngũ thú y và sống sót. Nhà sinh vật học Marc Bekoff đưa ra những ví dụ về hành vi của Echo để cho rằng những con voi có đời sống tình cảm phức tạp, và "gia đình" của chúng không nên bị chia tách vì các sở thú và rạp xiếc.
Echo qua đời ở tuổi 65 vào năm 2009. Đàn voi của Echo, hiện do voi Ella làm voi chúa lãnh đạo, tiếp tục là đối tượng nghiên cứu chính của các nhà nghiên cứu thuộc Dự án nghiên cứu voi Amboseli.
Echo là chủ đề của một số phim tài liệu của PBS và BBC. Cynthia Moss đã viết một vài cuốn sách về Echo và đàn của nó, bao gồm Echo of the Elephants: The Story of an Elephant Family và Elephant Memories: Thirteen Years in the Life of an Elephant Family.